# اودونگ
اودونگ (خمر: ឧដុង្គ، رومی شده: Udong یا Odong) یک شهر سابق از دوره پس از آنگکوری (۱۶۱۸–۱۸۶۳) است که امروزه در ناحیه پونها لوئو، استان کندال، کامبوج واقع شده است.
اودونگ در دامنه کوه پنوم اودونگ، که به نام کوه فنوم پراه‌ریچ تروآپ (خمر: ភ្នំព្រះរាជ្យទ្រព្យ) نیز شناخته می‌شود؛ و در حدود ۳۵ کیلومتری شمال غربی پایتخت مدرن پنوم پن واقع شده است. اودونگ تا سال ۱۸۶۶ تقریباً به مدت ۲۵۰ سال یک اقامتگاه سلطنتی و پایتخت کامبوج بود.

## ریشه‌شناسی

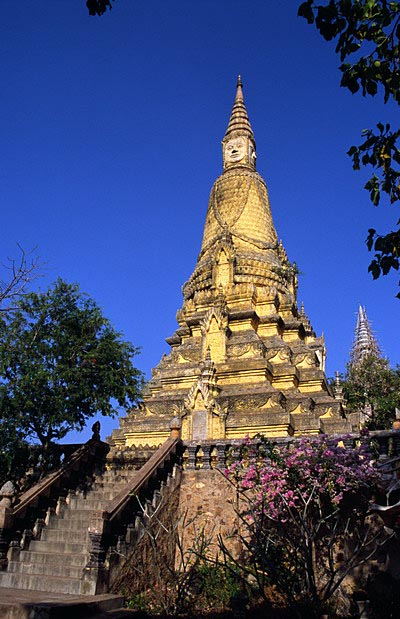
استوپا در اودونگ

نام این شهر از کلمه سانسکریت " uttuṅga " (سانسکریت: उत्तुङ्ग) به معنی بلند که احتمالاً اشاره به کوه دارد؛ گرفته شده است. از آنجایی که این مکان شایستگی و اهمیت دینی به دست آورده بود، ممکن است به سمت یا مقام «بزرگ» یا «برترین» گسترش یافته باشد.

## وضعیت میراث جهانی
این سایت ابتدا در ۱ سپتامبر ۱۹۹۲ در دسته فرهنگی به فهرست آزمایشی میراث جهانی یونسکو اضافه شد. این درخواست در ۲۷ مارس ۲۰۲۰ تمدید شده است